# Matías Rosa
Matías Sebastian Rosa (Buenos Aires, 18 settembre 1995) è un giocatore di calcio a 5 argentino, campione sudamericano con la nazionale argentina nel 2022.

## Carriera

### Club
Matías Rosa è un laterale offensivo utilizzato regolarmente come pivot per la spiccata vena realizzativa. Non ancora maggiorenne, debutta nella Primera División argentina con la maglia dell'América del Sud. Per la stagione 2014-15 viene acquistato dal Montesilvano in Serie A2 ma il trasferimento si concretizza solamente nel gennaio 2015 per permettere al giocatore di onorare gli impegni con la nazionale Under-20. Immediatamente inseritosi nei meccanismi della squadra, il pivot contribuisce al ritorno dei gabbiani nella massima serie realizzando 6 reti in campionato e 2 nei play-off. Nella sua prima esperienza nella massima divisione italiana, mette a segno ben 17 reti, dando un contributo importante all’interno di una squadra che si segnalerà per essere la vera sorpresa del campionato. Passato nell'estate nel 2016 nelle file del Pescara, Rosa è subito determinante riuscendo a segnare 12 gol nelle prime 10 giornate di campionato.

### Nazionale
Rosa è stato capitano della Nazionale maschile under 20 di calcio a 5 dell'Argentina con la quale nel 2014 ha partecipato al Campionato sudamericano Under-20, concluso al terzo posto. In seguito ha giocato anche nella nazionale maggiore con cui ha vinto la Copa América 2022.

## Palmarès

### Club
- Coppa Italia: 1
Pescara: 2016-17
- Supercoppa italiana: 1
Pescara: 2016
- Coppa di Spagna: 1
Jaén: 2022-23

### Nazionale
- Coppa America: 1
Paraguay 2022